# IDDK
株式会社IDDK（アイディーディーケー、英: IDDK Co., Ltd.）は、マイクロイメージングデバイス(Micro Imaging Device : MID)による顕微観察装置の研究・開発・製造・販売および顕微観察周辺技術の開発・製造・販売を行っている東京都江東区の企業である。

## 概要
2017年東芝からのスピンアウトベンチャーとして上野宗一郎が設立。

## 事業内容

### 宇宙バイオ実験事業
2021年より宇宙バイオ実験サービス事業が開始。サンプルリターンなどのサービスを提供する人工衛星事業社等と提携し、マイクロイメージングデバイスを用いたバイオ実験モジュールをコンポーネントとして搭載し、実験を行うサービス。東北大学ベンチャー株式会社ElevationSpaceと英国企業Space Forgeとの提携を発表。

### マイクロイメージングデバイス製品の販売
BtoC向けの「AminoME」等の販売を行っている。